# Winneweer
Winneweer est un village de la commune néerlandaise de Groningue, situé dans la province de Groningue.

## Géographie
Le village est situé près de Ten Post, à 14 km au nord-est de Groningue, sur la route nationale no 360 qui relie cette ville à Delfzijl. Il est arrosé par le Damsterdiep.

## Histoire
Winneweer fait partie de la commune de Ten Boer avant le 1er janvier 2019, quand celle-ci est rattachée à Groningue.

## Démographie
Le 1er janvier 2019, le village comptait 100 habitants.